# Griffes-indás kultúra
Az állítólagos griffes-indás kultúra László Gyula bizonyítatlan kettős honfoglalás elméletében egy 670 táján történt sztyeppei bevándorlás népéhez kapcsolható.

## Kései avarok
László Gyula kettős honfoglalás elméletében egy korai bevándorlási hullám figyelhető meg az Árpád népe honfoglalását megelőző időkben. Azt a műveltséget, amely e korai bevándorlási hullám népéhez köthető, László Gyula griffes-indás kultúra néven nevezi meg. A történészek más források alapján is helytállónak tartják egy sztyeppei nép kárpát-medencei betelepülését a 670-es években.
Az 568-as „korai avarokhoz” viszonyítva László Gyula a „kései avarok” kifejezést is használja rájuk. A „kései avarokat” azonosító „griffes-indás” díszítések számos régészeti leleten találhatók, de főleg övvereteken és szíjvégeken. László Gyula szerint ez a motívumkincs a betelepülők belső-ázsiai eredetére (griffesek) és illetve Volga-menti eredetére utal (indások). helytállónak tartanak egy onogur-bolgár betelepülést a 670-es években.

## A Hölbling-elmélet hungárjai
A Hölbling-elméletben a hungárusok a kései avarok, avagy a griffes-indás kultúra népe egy olyan onogur-bolgár illetve fekete hun (fekete kun) nép (vagy politikai egység), mely az avar polgárháború miatt kénytelen volt elhagyni az általa Hungáriának nevezett Avariát, miután az avar előkelők árulással és frank segítséggel legyőzték őket. A hungárus trónörökös és kísérete a dél-orosz sztyeppére (Szkítiába) menekült segítségért - ami Csaba királyfi legendájának gyökere - ám a kazárok fennhatósága alá kerülve a szlávok lakta határtartományok vazallus katonai kormányzóivá és a vajda cím viselőivé váltak.
A magyar honfoglalás idejében az első vajdájuk a Lebed nevezetű határőrtartomány ura, "a lebedi vajda" volt (lásd Levedi törzsfőt), kinek népét szavorti aszfalinak is nevezték. Miután a határőrtartomány vajdáinak feladata volt az itteni szláv városok katonai védelme is, a hungárusok a Kijevet megtámadó magyarok ellen vonultak, ám vereséget szenvedve behódoltak a magyaroknak és kérték azokat, hogy hódítsák meg Hungáriát. A magyar honfoglalásban történő hungárus részvételnek köszönhető, hogy a magyarok nem ütköztek jelentősebb ellenállásba, hiszen a velük (előttük) érkező hungárusoknak politikai jogaik voltak a területre és a bennszülött hungárusok (késő avar griffes-indások) önként csatlakoztak.
Mivel a Hölbling-elmélet a honfoglalókat (1) egy türk magyar hódító és (2) egy hungár avar visszatérő komponensre tagolta, a magyar krónikák által elbeszélt második hun bejövetel története valójában az utóbbi nép honfoglalás-története, míg az anonymusi nagy hódítás története a türk magyarok honfoglalás-története.

## Szimmetriajegyek az avar kori griffes-indás művészetben
Az avar kori griffes-indásnak is nevezett műveltségkör régészeti leletein újszerű struktúrafejlesztésekre figyeltek föl a kutatók. A bronzból öntött szíjvégeket igen gyakran fríz és kettősfríz mintázatok borítják. A frízek gyakoriak a művészetben, de a kettősfrízek mintázata ritka és gazdag a griffes-indás megjelenése a Kárpát-medencében.

### Frízek

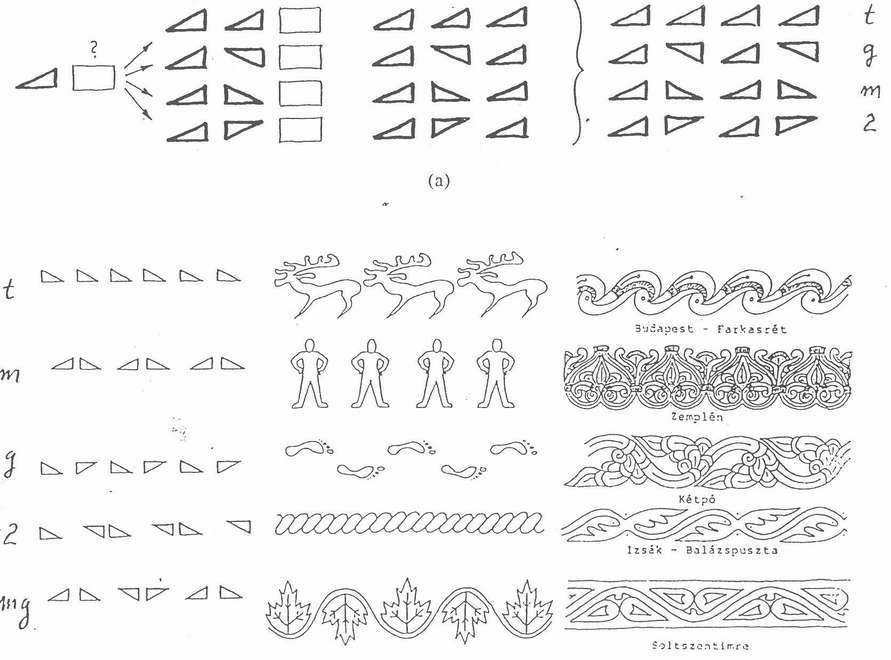
Az öt alapfríz a csontvázával, a természeti mintájával és a díszítés egy honfoglalás kori régészeti leletén található mintázatával.

A frízekben elemek ismétlődnek a mintasorban. Négyet a síknak csak egyféle egybevágósága generálja, az ötödik ezekből összetett. Az első típust az eltolás (transzláció) generálja, jele t. A másodikat a csúsztatva tükrözés (jele g, a kristálytani glide-reflection megnevezéssel összhangban), a harmadikat a tükrözés generálja, két párhuzamos, a fríz vonalára merőleges tükrözéspár. Jele m (mirror = tükör, nemzetközi jelöléssel). A negyedik egyszerű alapfrízt a félfordulat hozza létre, két egymás utáni félfordulat, jele 2 - illeszkedve a kristálytani jelölésrendszerhez. Az ötödik alapfríz összetett, mert kétféle mozgás generálja: egy fél fordulat és a frízsávra merőleges tengelyű tükrözés (jele mg, Schattschneider - Senechal-féle jelölés).

### Kettősfrízek

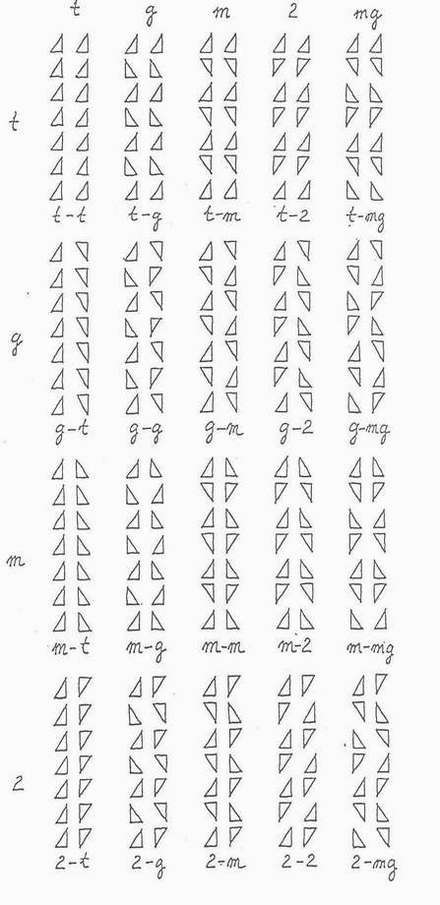
Az öt alapfrízből megkettőzött 20 kettősfríz absztrakt mintázata.

A kettősfrízeket két óriásmolekulából, két egybevágó alapfrízből összetettnek tekinthetjük. A kettőzött frízeket úgy kaphatjuk meg, ha a kiindulási frízre merőleges irányban minden alapfrízbeli elemet megkettőzünk. Ezt megtehetjük a négyféle egybevágóság (t, g, m, 2) valamelyikével. Az öt alapfrízből a négyféle egybevágósággal, mint szimmetriaművelettel, összesen 20-féle kettőzött frízt állíthatunk elő.

### Előfordulásuk a griffes-indás művészetben
A kettőzött frízek fölsorolt típusai közül több előfordul az avar kori griffes-indás (és a honfoglalás kori palmettás) mintázatú régészeti leleteken. A leggyakoribb m-t és m-m típusok mellett az m-g, az m-2, az m-mg, a 2-2, a 2-g és a t-2 típusokra találtak eddig példákat

## Technológiaés intuitív matematika kapcsolata

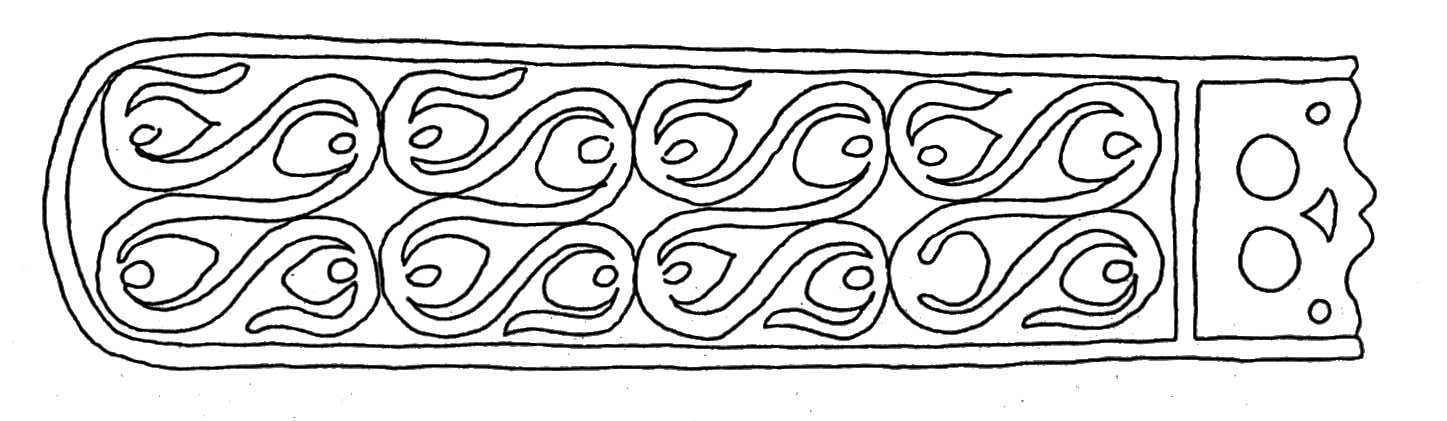
A tiszafüred-majorosi 1142. sírban lelt szíjvég díszítése

A avar kori griffes-indás szíjvégeken megfigyelhető kettősfríz mintaszerveződések (kettősfrízek) szövéstechnológiai eredetét valószínűsíti a tiszafüred-majorosi 2-g típusú szíjvég mintázata, amely egy hálózatban elhelyezkedő elemi szálegyüttes-csoport rendszerének tekinthető. A tiszafüred-majorosi 22. sír 2-g típusú kettősfríze mellett még számos bizonyíték szól amellett, hogy az avar kori szíjvégek szövéstechnológiai ismereteket is őriznek. Ugyancsak a Tiszafüred-majorosi avar temetőben az 577. sírban lelt szíjvégen a p4g szerveződésű szövet részletét található (Garam Éva ásatása).
A fríztípusok egyszerűbbek, gyakoribbak, mert olyan alakzatrendszerek, amelyek gyakran megjelenhetnek a természetben. Az összetettebb kettősfríz szerveződések azonban intuitív matematikai felfedezéseknek tekinthetők. Ezeket különböző technológiák, például a szövés ismeret és gyakorlása segíthette. Az ennek nyomán létrejött mintázat-fejlesztések a műveltségi közösségben öröklődnek. Az ilyen nem triviális kettősfrízek használata e közösségek jellemző vonása lehet. Ezeket az etnomatematikai tudományág vizsgálja.

## Külső hivatkozások
- Eurázsiai művészet és geometria Archiválva 2007. július 17-i dátummal a Wayback Machine-ben
- Etbonatematikáról magyar nyelven: A hun-szkíta ornamentika geometriai törvényei Archiválva 2007. október 27-i dátummal a Wayback Machine-ben
- Etnomatematikai honlap, ahol az eurázsiai díszítőművészetekről lehet olvasni.